# Gmelin-System
Das Gmelin-System ist ein System, das anorganische Verbindungen eindeutig in das  Gmelins Handbuch der anorganischen Chemie einordnet und so wiederfindbar macht. →Leopold Gmelin
Es ordnet die Elemente nach einer vom Periodensystem abweichenden Reihenfolge an. Die Verbindung wird dann in der Sektion behandelt, dessen Element die höchste Systemnummer hat.
Zum Beispiel hat Wasserstoff die Nummer 2, Sauerstoff die Nummer 3. Somit wird H2O in der Systemnummer 3 behandelt. Natrium hat die Nummer 21, Chlor die Nummer 6, somit wird NaCl unter der Systemnummer 21 unter Natrium behandelt. K2SO4 wird unter Kalium behandelt, weil Kalium die Nummer 22 hat, Sauerstoff die 3 und Schwefel die 9.
Generell haben die Anionenbildner eine niedrigere Nummer als Kationenbildner.
In einem Band mit der Nummer N werden alle Verbindungen der Systemnummern 1 bis N-1 behandelt.
Es wird daher auch System der letzten Stelle genannt.

## Liste der Bände nach den Gmelin-System Nummern
- 1 Edelgase
- 2 Wasserstoff
- 3 Sauerstoff
- 4 Stickstoff
- 5 Fluor
- 6 Chlor
- 7 Brom
- 8 Iod
- 8a Astat
- 9 Schwefel
- 10 Selen
- 11 Tellur
- 12 Polonium
- 13 Bor
- 14 Kohlenstoff
- 15 Silicium
- 16 Phosphor
- 17 Arsen
- 18 Antimon
- 19 Bismut
- 20 Lithium
- 21 Natrium
- 22 Kalium
- 23 Ammonium-Ion
- 24 Rubidium
- 25 Caesium
- 25a Francium
- 26 Beryllium
- 27 Magnesium
- 28 Calcium
- 29 Strontium
- 30 Barium
- 31 Radium
- 32 Zink
- 33 Cadmium
- 34 Quecksilber
- 35 Aluminium
- 36 Gallium
- 37 Indium
- 38 Thallium
- 39 Seltene Erden
- 40 Actinium
- 41 Titan
- 42 Zirconium
- 43 Hafnium
- 44 Thorium
- 45 Germanium
- 46 Zinn
- 47 Blei
- 48 Vanadium
- 49 Niob
- 50 Tantal
- 51 Protactinium
- 52 Chrom
- 53 Molybdän
- 54 Wolfram
- 55 Uran
- 56 Mangan
- 57 Nickel
- 58 Cobalt
- 59 Eisen
- 60 Kupfer
- 61 Silber
- 62 Gold
- 63 Ruthenium
- 64 Rhodium
- 65 Palladium
- 66 Osmium
- 67 Iridium
- 68 Platin
- 69 Technetium (bis 1941 Masurium)
- 70 Rhenium
- 71 Transurane (Neptunium, Plutonium, Americium, Curium, Berkelium, Californium, Einsteinium, Fermium, Mendelevium, Nobelium, Lawrencium)